# Mikael Backlund

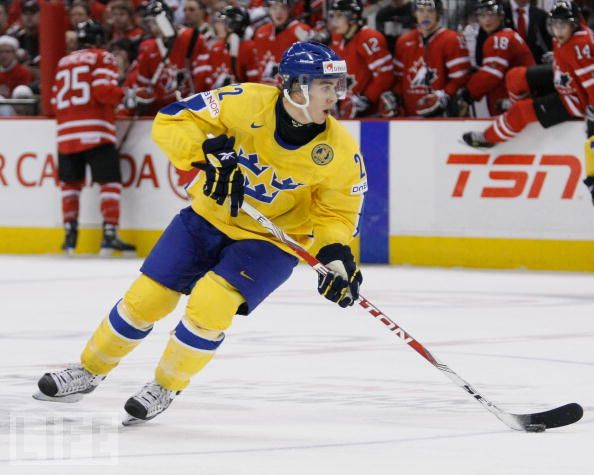
Mikael Backlund i juniorlandslaget 2009.

Mikael Backlund, född 17 mars 1989 i Västerås, är en svensk professionell ishockeyspelare som spelar som centerforward i NHL-laget Calgary Flames.

## Spelarkarriär
Backlund blev mål- och poängkung i TV-pucken 2006, där han blev utsedd till bäste forward, och imponerade också som tvåvägsspelare i J20 SuperElit, varefter han som 16-åring fick chansen att göra A-lags- och seniordebut när VIK Västerås HK mötte Växjö Lakers borta i Hockeyallsvenskan 2 november 2005. Matchen slutade 4-0 till Västerås. Backlund, som spelade ytterforward, gjorde mål redan i första perioden och blev utsedd till Västerås bästa spelare i matchen. Totalt blev det 4 poäng på de 12 matcher Backlund spelade i Allsvenskan säsongen 2005–06. Anders Forsberg, dåvarande huvudtränare för U16-landslaget, sade om Backlund: "Han kan bli hur bra som helst och man får gå tillbaka till bröderna Daniel och Henrik Sedin och Zäta för att hitta den här klassen".
I U18-VM för 18-åringar 2007 vann Backlund turneringens skytteliga när han med sex mål ledde Sverige till brons. Bronsmatchen mot Kanada slutade 8-3 till Sverige efter att Backlund gjort ett äkta hattrick. 
22 juni 2007 i Columbus valdes Backlund som enda svensk i NHL-draftens förstarunda av Calgary Flames men, trots anbud från NHL, bestämde han sig för att stanna i Sverige ytterligare en säsong, den tredje raka, i VIK Hockey.
Säsongen 2008–09 startade han med spel med VIK Hockey och Hockeyallsvenskan i 17 matcher. Han blev uttagen i juniorkronorna och spel i JVM i ishockey 2009 där laget erövrade en silvermedalj. Direkt efter JVM kallades Backlund till spel i Calgary Flames i NHL, trots att VIK Hockey hade kontrakterat Backlund för hela säsongen.
Debuten i NHL skedde den 8 januari 2009 i en match mot New York Islanders. Matchen slutade med vinst för Calgary med 5-2. Efter den lyckade rookiesäsongen kallades Backlund in till VM 2010 där Sverige tog brons.
Backlund spelade sin första säsong i Calgary Flames med tröja #60, ett nummer som ingen tidigare använt under grundserien i Calgary. Numera spelar Backlund med det mer traditionella numret 11 på ryggen.
Mikael Backlund debuterade i NHL utan att ha spelat ishockey i Elitserien, den högsta divisionen i Sverige. Han gör på detta sätt en liknande karriär som Patrik Berglund som också han debuterade i NHL, för St. Louis Blues, direkt från spel i VIK Hockey och Allsvenskan.

## Klubbar
- VIK Västerås HK
- Calgary Flames
- Kelowna Rockets
- Abbotsford Heat

## Meriter
- Deltagande i TV-pucken med Västmanland 2004, 2005, 2006
- 2:a plats i TV-pucken 2005
- Seger i mål- och poängligan i TV-pucken 2006
- Utsedd till bäste forward och Mac's Tournament Most Valuable Player i TV-pucken 2006
- Skyttekung i J18-VM 2007
- J18 VM-brons 2007
- J20 VM-silver 2008, 2009
- VM-brons 2010, 2014
- VM-silver 2011
- VM-guld 2018

## Statistik

### Klubbkarriär
|            |                 |               |         | Grundserie | Grundserie | Grundserie | Grundserie | Grundserie |     | Slutspel | Slutspel | Slutspel | Slutspel | Slutspel |
| Säsong     | Lag             | Liga          | Matcher | Mål        | Assist     | Poäng      | Utv        | Matcher    | Mål | Assist   | Poäng    | Utv      |          |          |
| ---------- | --------------- | ------------- | ------- | ---------- | ---------- | ---------- | ---------- | ---------- | --- | -------- | -------- | -------- | -------- | -------- |
| 2005–06    | Västerås HK     | J20 SuperElit | 25      | 15         | 16         | 31         | 30         | —          | —   | —        | —        | —        |          |          |
| 2005–06    | Västerås HK     | Allsvenskan   | 12      | 2          | 2          | 4          | 14         | —          | —   | —        | —        | —        |          |          |
| 2006–07    | Västerås HK     | J20 SuperElit | 7       | 5          | 4          | 9          | 8          | 5          | 1   | 0        | 1        | 4        |          |          |
| 2006–07    | Västerås HK     | Allsvenskan   | 18      | 1          | 2          | 3          | 14         | —          | —   | —        | —        | —        |          |          |
| 2007–08    | Västerås HK     | J20 SuperElit | 9       | 7          | 6          | 13         | 20         | —          | —   | —        | —        | —        |          |          |
| 2007–08    | Västerås HK     | Allsvenskan   | 37      | 9          | 4          | 13         | 24         | 14         | 6   | 3        | 9        | 4        |          |          |
| 2008–09    | Västerås HK     | J20 SuperElit | 2       | 3          | 2          | 5          | 0          | —          | —   | —        | —        | —        |          |          |
| 2008–09    | Västerås HK     | Allsvenskan   | 17      | 4          | 4          | 8          | 39         | —          | —   | —        | —        | —        |          |          |
| 2008–09    | Calgary Flames  | NHL           | 1       | 0          | 0          | 0          | 0          | —          | —   | —        | —        | —        |          |          |
| 2008–09    | Kelowna Rockets | WHL           | 28      | 12         | 18         | 30         | 26         | 19         | 13  | 10       | 23       | 26       |          |          |
| 2009–10    | Abbotsford Heat | AHL           | 54      | 15         | 17         | 32         | 26         | 13         | 1   | 8        | 9        | 14       |          |          |
| 2009–10    | Calgary Flames  | NHL           | 23      | 1          | 9          | 10         | 6          | —          | —   | —        | —        | —        |          |          |
| 2010–11    | Calgary Flames  | NHL           | 73      | 10         | 15         | 25         | 18         | —          | —   | —        | —        | —        |          |          |
| 2010–11    | Abbotsford Heat | AHL           | 1       | 0          | 0          | 0          | 0          | —          | —   | —        | —        | —        |          |          |
| 2011–12    | Calgary Flames  | NHL           | 41      | 4          | 7          | 11         | 16         | —          | —   | —        | —        | —        |          |          |
| 2012–13    | Västerås HK     | Allsvenskan   | 23      | 12         | 18         | 30         | 22         | —          | —   | —        | —        | —        |          |          |
| 2012–13    | Calgary Flames  | NHL           | 32      | 8          | 8          | 16         | 29         | —          | —   | —        | —        | —        |          |          |
| 2013–14    | Calgary Flames  | NHL           | 76      | 18         | 21         | 39         | 32         | —          | —   | —        | —        | —        |          |          |
| 2014–15    | Calgary Flames  | NHL           | 52      | 10         | 17         | 27         | 14         | 11         | 1   | 1        | 2        | 8        |          |          |
| 2015–16    | Calgary Flames  | NHL           | 82      | 21         | 26         | 47         | 28         | —          | —   | —        | —        | —        |          |          |
| 2016–17    | Calgary Flames  | NHL           | 81      | 22         | 31         | 53         | 36         | 4          | 1   | 2        | 3        | 0        |          |          |
| NHL totalt | NHL totalt      | NHL totalt    | 461     | 94         | 134        | 228        | 179        | 15         | 2   | 3        | 5        | 8        |          |          |

### Internationellt
| År            | Lag           | Turnering     | Matcher | Mål | Assist | Poäng | Utv |
| ------------- | ------------- | ------------- | ------- | --- | ------ | ----- | --- |
| 2006          | Sverige       | U18-VM        | 3       | 1   | 0      | 1     | 0   |
| 2007          | Sverige       | U18-VM        | 6       | 6   | 1      | 7     | 6   |
| 2008          | Sverige       | JVM           | 6       | 3   | 4      | 7     | 10  |
| 2009          | Sverige       | JVM           | 6       | 5   | 2      | 7     | 6   |
| 2010          | Sverige       | VM            | 6       | 0   | 1      | 1     | 2   |
| 2011          | Sverige       | VM            | 9       | 3   | 2      | 5     | 2   |
| 2014          | Sverige       | VM            | 10      | 5   | 3      | 8     | 29  |
| 2016          | Sverige       | VM            | 8       | 3   | 1      | 4     | 4   |
| Junior totalt | Junior totalt | Junior totalt | 21      | 15  | 7      | 22    | 22  |
| Senior totalt | Senior totalt | Senior totalt | 33      | 11  | 7      | 18    | 37  |